# Sigmundsherberg
Sigmundsherberg là một đô thị ở huyện Horn trong bang Niederösterreich, ở nước Áo. Đô thị này có diện tích 47,95 km², dân số năm 2001 là 1783 người.